# Darius Labanauskas
Darius Labanauskas (Kaunas, 26 juli 1976), bijgenaamd Lucky D, is een Litouwse darter, die sinds 2018 uitkomt voor de PDC.

## Carrière
Labanauskas is viervoudig Litouws kampioen en won het Litouws Open in 2011 en 2013. Ook won hij de Baltic Cup Open in 2013 en het Estland Open in 2012 en 2013. In 2014 won hij de Trakai Castle Cup, het Riga Open en de Riga Masters. In 2014 was hij verliezend finalist in de WDF Europe Cup singles. Hij verloor deze finale van de Ier David Concanon. In 2014 bereikte hij de finale van het Estland Open, het Fins Open en de Baltic Cup Open.
Zijn goede resultaten in 2014 hielpen Labanauskas om zich rechtstreeks te plaatsen voor de BDO World Darts Championship 2015. Hij verloor echter in de eerste ronde van Engelsman Robbie Green, ondanks een 167-finish in de partij.
In de eerste ronde van het PDC World Darts Championship 2022 wist de Litouwer een 9-darter te gooien tegen de Belg Mike De Decker.
Door onder meer Michael Unterbuchner, John Henderson en Ted Evetts te verslaan, bereikte Labanauskas in januari 2025 de finale van Challenge Tour 04. Daarin was hij met een uitslag van 5-3 te sterk voor Mervyn King, waardoor hij zijn eerste Challenge Tour-titel greep.

## Resultaten op Wereldkampioenschappen

### BDO
- 2015: Laatste 32 (verloren van Robbie Green met 1-3)
- 2016: Voorronde (verloren van Seigo Asada met 1-3)
- 2017: Kwartfinale (verloren van Glen Durrant met 2-5)
- 2018: Laatste 32 (verloren van Scott Mitchell met 2-3)

### WDF
- 2011: Voorronde (verloren van Vegar Elvevoll met 3-4)
- 2015: Halve finale (verloren van Jim Williams met 5-6)

### PDC
- 2019: Laatste 32 (verloren van Adrian Lewis met 0-4)
- 2020: Kwartfinale (verloren van Michael van Gerwen met 2-5)
- 2021: Laatste 64 (verloren van Simon Whitlock met 2-3)
- 2022: Laatste 96 (verloren van Mike De Decker met 1-3)
- 2023: Laatste 64 (verloren van Ross Smith met 1-3)
- 2025: Laatste 96 (verloren van Ryan Joyce met 1-3)